# Якшич, Владимир
Владимир Якшич (серб. Владимир Јакшић; 23 апреля / 5 мая 1824, Крагуевац, Османская империя — 16/28 августа 1899, Белград, Королевство Сербия) — сербский экономист, статистик и метеоролог, профессор Белградского Лицея и Великой школы, основоположник статистики и основатель первой сети метеостанций в Сербии. Действительный член Сербской академии наук и искусств (с 1850).

## Биография
Родился в семье Якова Якшича, первого почтмейстера в Сербии. После окончания Белградской гимназии, обучался коммерции в Вене, затем — администрирование в университетах Тюбингена и Гейдельберга.
С 1847 года работал в Министерстве финансов, где по собственной инициативе стал заниматься сбором статистических материалов. Уже в 1850 году подал в Госсовет Сербии предложение о создании национальной статистической службы, которое не было поддержано.
В 1852 году В. Якшич был назначен профессором экономических дисциплин Белградского Лицея. В 1864 году он вернулся в Министерство финансов в качестве руководителя экономического отдела, позже стал руководителем недавно созданного Национального статистического управления. Организовал статистическую работу в Сербии, при этом сам выполнял бо́льшую часть работы статотдела.
Одним из первых в Сербии стал заниматься метеорологией. С 1847 года, В. Якшич стал проводить ежедневные метеорологические исследования и замеры в Белграде.
В своих журналах метеорологических наблюдений, в своих климатологических и статистических трудах В. Якшич оставил ценные данные о климатических и гидрологических явлениях своего времени.